# ビッグアーサー
ビッグアーサー（欧字名:Big Arthur、2011年3月18日 - ）は、日本の競走馬・種牡馬。主な勝ち鞍は2016年の高松宮記念、セントウルステークス。

## 戦績

### 3歳（2014年） - 4歳（2015年）
新馬戦が終了した後の3歳4月の未勝利戦（福島芝1200m）でデビューし、レース経験馬相手に2馬身半差をつけ、初勝利を挙げる。しかし、その後は輸送中の怪我により長期休養に入ることになる。
10か月の長期休養明け、4歳2月にして2戦目を迎えた八代特別は人気に応え、2馬身半の快勝を収める。続く岡崎特別は中団から上がり、最速の脚を使って1着となり、無傷の3連勝を飾る。続く淀屋橋ステークスはレース中に落鉄しながらも1.4倍の圧倒的人気に応えてクビ差差し切り4連勝とすると、さらに水無月ステークスは1.3倍の支持を集め、重賞勝ち馬2頭相手に勝利を収め、無傷の5連勝を達成する。
オープン入り初戦、初重賞挑戦となった北九州記念は中団から脚を伸ばすも、ベルカントを交わせず2着、6戦目にして初の黒星となる。次走はスプリンターズステークスを予定していたが、賞金順位は16位だったものの、賞金順位最下位のレッドオーヴァルにレーティングの上位5頭に優先出走権が与えられたため、除外となる。仕切り直しの一戦となったオパールステークスは1.7倍の人気に応えて3馬身差の圧勝を収め、6勝目を手にした。次走の京阪杯は1.5倍と再び1倍台の人気を集めたが、前を行くサトノルパンをアタマ差で捕らえられず、2着に敗れる。続く阪神カップは生涯唯一の1400m戦でのレースとなったが、ロサギガンティア、ダンスディレクターの争いに1馬身半遅れた3着に敗れ、初めて連対を外した。

### 5歳（2016年） - 6歳（2017年）
5歳初戦、シルクロードステークスは主戦の藤岡康太が降板し、ミルコ・デムーロに乗り替わる。レースは中団から前に迫るが、前が止まらず5着に敗退し、3連敗となる。賞金面で出走できるかが分からず、出走できなければ休養も考えていたが出走が叶い、初のGI挑戦となった高松宮記念でも1番人気に推され、鞍上は福永祐一に乗り替わる。レースはハイペースで好位につけると、直線先に抜け出したミッキーアイルとの叩き合いを3/4馬身前に出て1着、タイムは1分06秒7のコースレコードでのGI制覇となった。また、藤岡健一調教師にとっても初GI制覇となった。その後は休養に入り、6か月ぶりの実戦となった秋初戦、セントウルステークスは先手を取るとそのまま逃げ切り、重賞2勝目を手にした。短距離GI春秋制覇を狙ったスプリンターズステークスは1.8倍の圧倒的人気を集めた。レースは道中好位で運んでいたが、最内枠が仇となって直線では前が壁となり、抜け出せず初の二桁着順である12着となる惨敗に終わった。次走は香港スプリントに挑戦するも福永が前週に落馬負傷したため、ライアン・ムーア鞍上で挑んだが、13頭立て10着と2戦連続惨敗に終わった。
6歳になり、始動戦に高松宮記念を予定していたが、左前脚の筋挫傷によって回避となる。夏は休養し、セントウルステークスでの復帰に向けて調整されていたが、今度は左前脚の蹄球部に痛みが出て、出走を見送ることになった。10か月ぶり、直行で挑んだスプリンターズステークスはデビュー2戦目から13戦連続で続いていた1番人気記録が途絶え、8番人気での出走となる。レースは2，3番手から進めたが、直線で伸びず6着に終わった。その後、レースから5日後の10月6日付でJRAの競走馬登録を抹消し、アロースタッドで種牡馬となった。

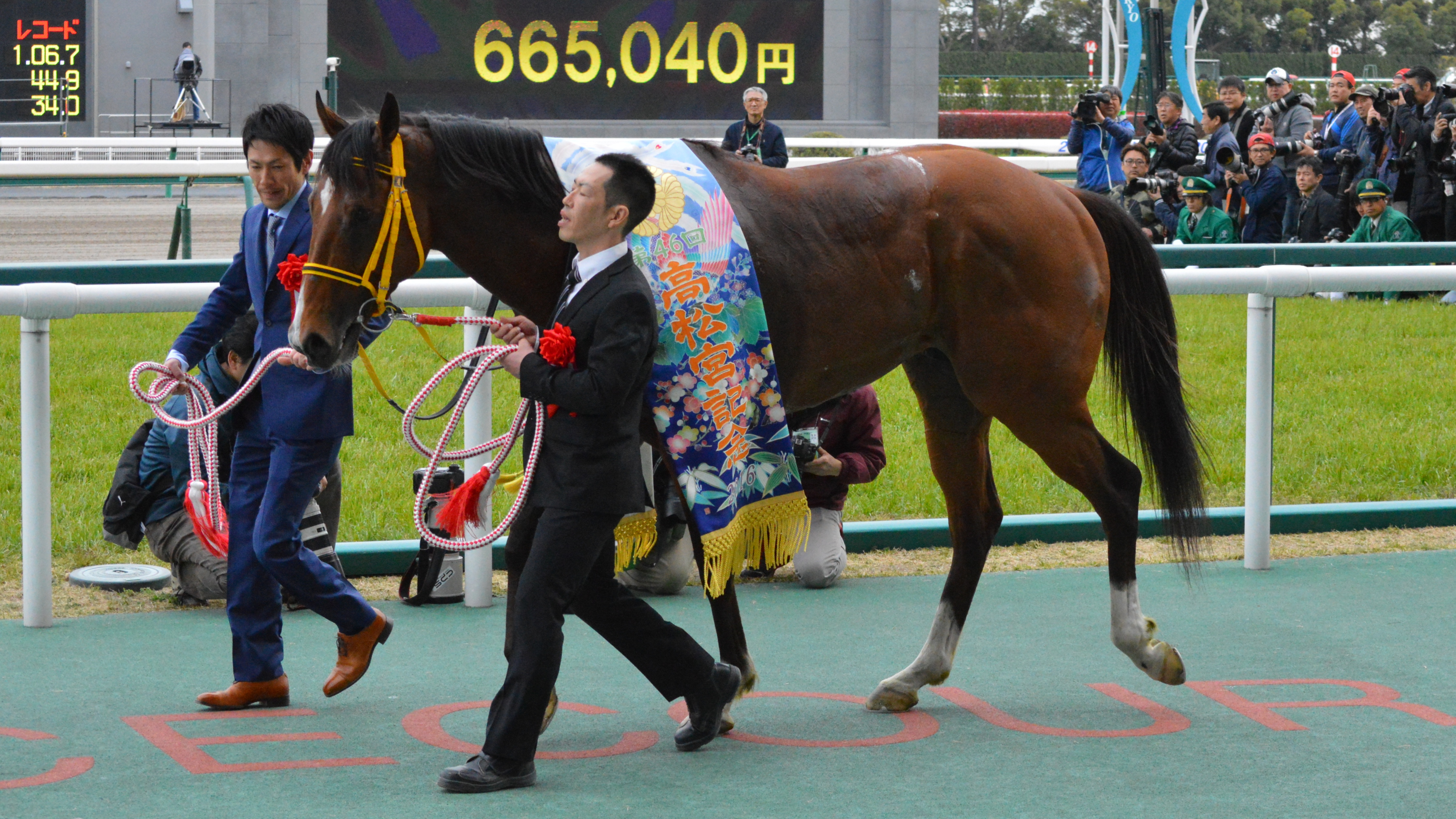
高松宮記念優勝レイ 左 仲田雅興・右 犬山純也助手
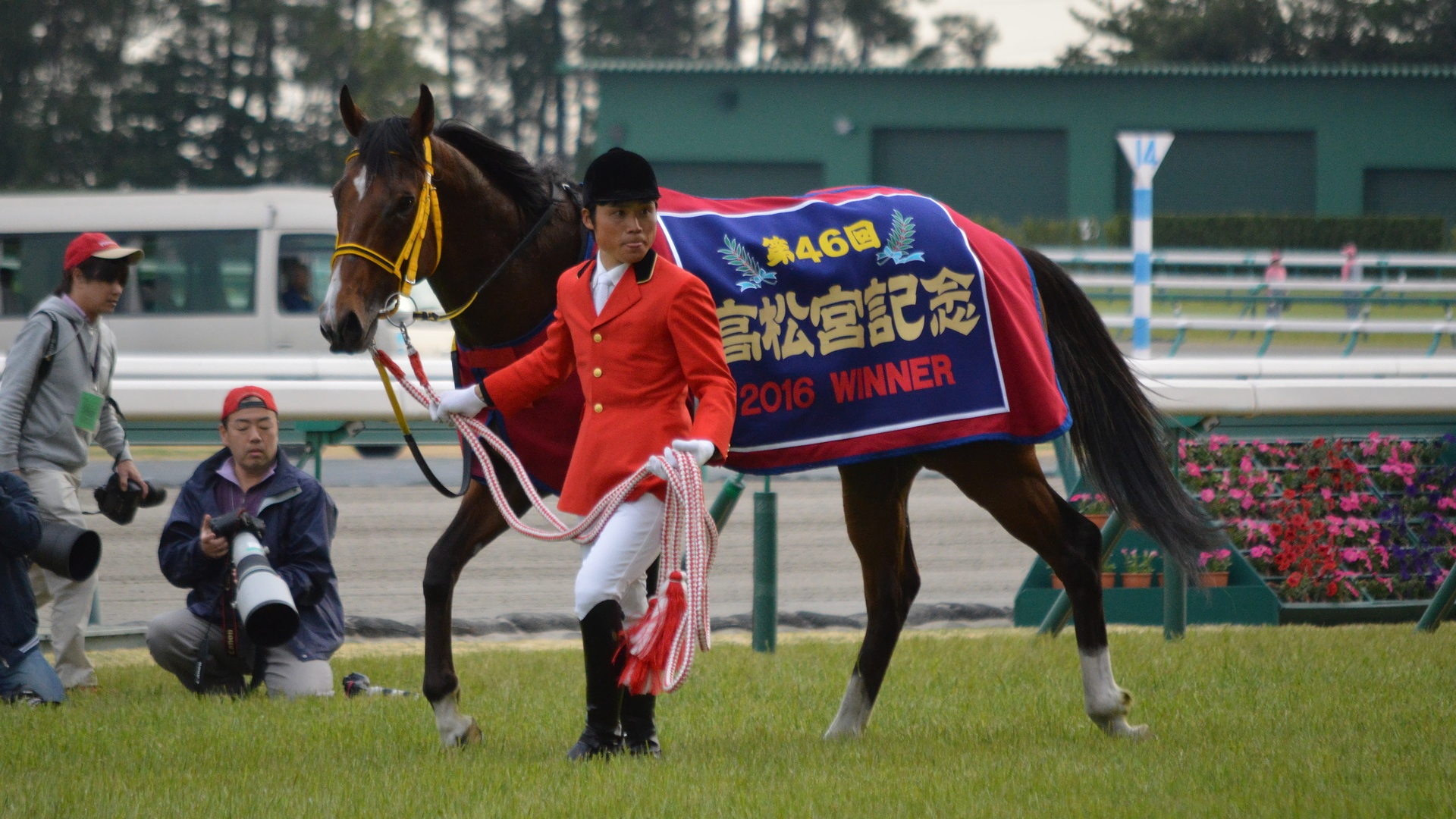
高松宮記念優勝馬服
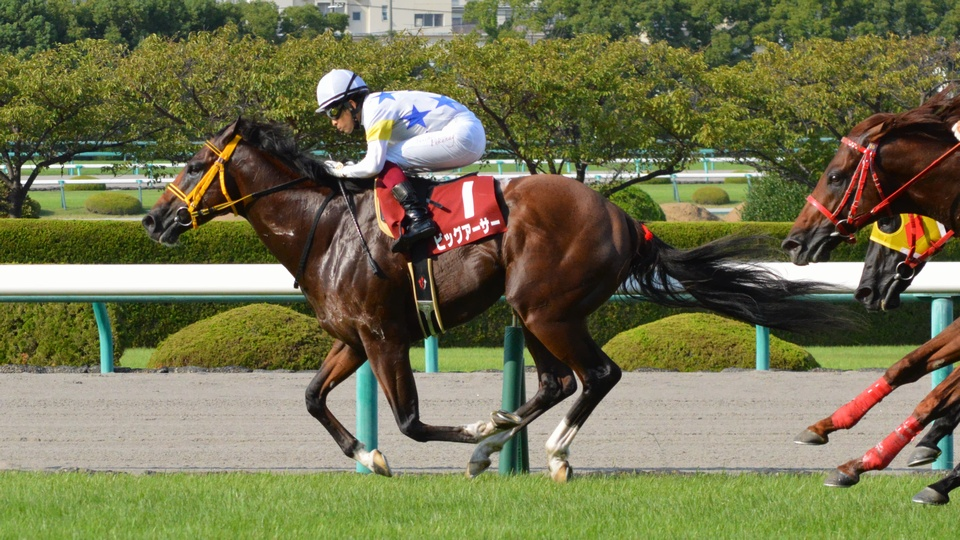
セントウルS
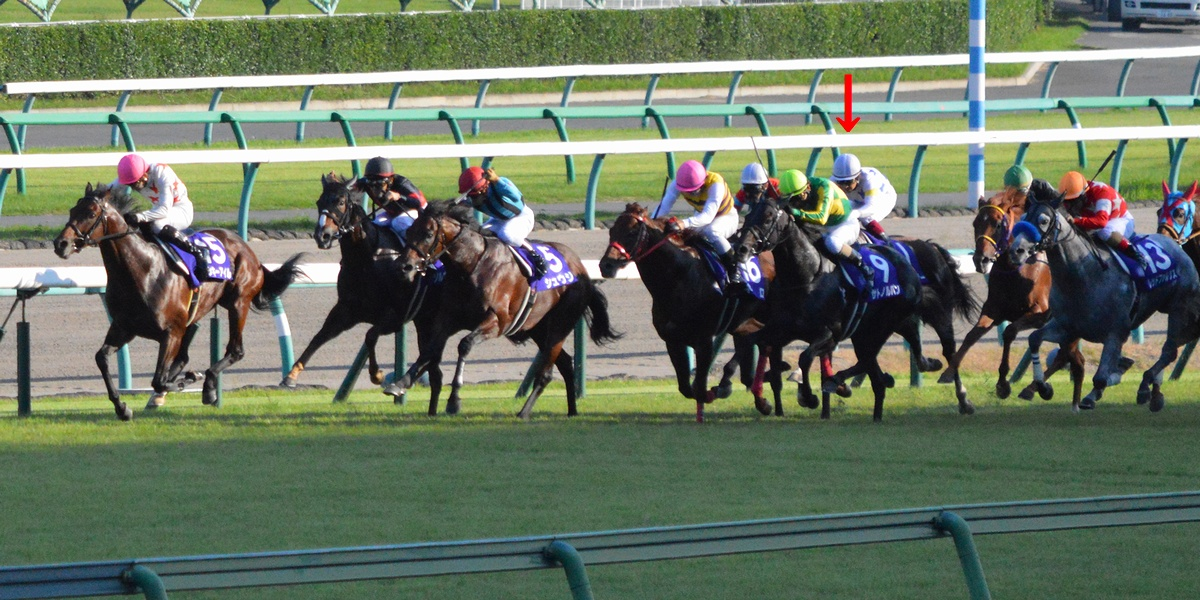
スプリンターズS 前詰まりになり馬群に沈むビッグアーサー（矢印）

## 競走成績
以下の競走成績は、netkeiba.com「ビッグアーサーの競走成績」に基づく。
| 競走日     | 競馬場 | 競走名          | 格       | 距離（馬場）  | 頭 数 | 枠 番 | 馬 番 | オッズ （人気） | 着順 | タイム （上り3F） | 着差  | 騎手       | 斤量 | 1着馬（2着馬）       |
| ---------- | ------ | --------------- | -------- | ------------- | ----- | ----- | ----- | --------------- | ---- | ----------------- | ----- | ---------- | ---- | -------------------- |
| 2014.04.13 | 福島   | 3歳未勝利       |          | 芝1200m（良） | 16    | 8     | 16    | 008.30（4人）   | 01着 | 01:09.5（35.3）   | -0.4  | 藤岡康太   | 56kg | （クラウンアイリス） |
| 2015.02.28 | 小倉   | 八代特別        | 500万下  | 芝1200m（良） | 18    | 8     | 17    | 004.60（1人）   | 01着 | 01:07.9（34.3）   | -0.4  | 藤岡康太   | 57kg | （ヤマノハヤブサ）   |
| 0000.03.29 | 中京   | 岡崎特別        | 1000万下 | 芝1200m（稍） | 18    | 7     | 14    | 002.10（1人）   | 01着 | 01:08.6（33.9）   | -0.3  | 藤岡康太   | 56kg | （ティーハーフ）     |
| 0000.04.11 | 阪神   | 淀屋橋S         | 1600万下 | 芝1200m（稍） | 12    | 6     | 8     | 001.40（1人）   | 01着 | 01:09.3（34.7）   | -0.0  | 浜中俊     | 57kg | （エポワス）         |
| 0000.06.20 | 阪神   | 水無月S         | 1600万下 | 芝1200m（良） | 13    | 5     | 7     | 001.30（1人）   | 01着 | 01:08.1（33.4）   | -0.0  | 藤岡康太   | 57kg | （フォーエバーモア） |
| 0000.08.23 | 小倉   | 北九州記念      | GIII     | 芝1200m（良） | 18    | 3     | 5     | 002.50（1人）   | 02着 | 01:07.5（33.4）   | -0.2  | 藤岡康太   | 55kg | ベルカント           |
| 0000.10.11 | 京都   | オパールS       | OP       | 芝1200m（良） | 16    | 2     | 4     | 001.70（1人）   | 01着 | 01:06.7（33.2）   | -0.5  | 藤岡康太   | 57kg | （マコトナワラタナ） |
| 0000.11.29 | 京都   | 京阪杯          | GIII     | 芝1200m（良） | 15    | 3     | 4     | 001.50（1人）   | 02着 | 01:07.4（32.8）   | -0.0  | 藤岡康太   | 56kg | サトノルパン         |
| 0000.12.26 | 阪神   | 阪神C           | GII      | 芝1400m（稍） | 17    | 1     | 1     | 002.70（1人）   | 03着 | 01:21.6（34.6）   | -0.2  | 藤岡康太   | 57kg | ロサギガンティア     |
| 2016.01.31 | 京都   | シルクロードS   | GIII     | 芝1200m（稍） | 16    | 8     | 16    | 002.10（1人）   | 05着 | 01:08.5（33.4）   | -0.6  | M.デムーロ | 57kg | ダンスディレクター   |
| 0000.03.27 | 中京   | 高松宮記念      | GI       | 芝1200m（良） | 18    | 2     | 4     | 003.90（1人）   | 01着 | 01:06.7（33.4）   | -0.1  | 福永祐一   | 57kg | （ミッキーアイル）   |
| 0000.09.11 | 阪神   | セントウルS     | GII      | 芝1200m（良） | 13    | 1     | 1     | 002.10（1人）   | 01着 | 01:07.6（34.5）   | -0.2  | 福永祐一   | 58kg | （ネロ）             |
| 0000.10.02 | 中山   | スプリンターズS | GI       | 芝1200m（良） | 16    | 1     | 1     | 001.80（1人）   | 12着 | 01:08.0（34.2）   | -0.4  | 福永祐一   | 57kg | レッドファルクス     |
| 0000.12.11 | 沙田   | 香港スプリント  | G1       | 芝1200m（良） | 13    | 13    | 6     | 007.00（3人）   | 10着 | 01.09.47          | -0.67 | R.ムーア   | 57kg | Aerovelocity         |
| 2017.10.01 | 中山   | スプリンターズS | GI       | 芝1200m（良） | 16    | 5     | 10    | 016.10（8人）   | 06着 | 01:07.8（33.6）   | -0.2  | 福永祐一   | 57kg | レッドファルクス     |

## 種牡馬成績
2018年からアロースタッドで種牡馬入り。初年度産駒は126頭が登録された。
2021年7月17日、福島第6Rでウインモナークが勝利し、産駒の初勝利を挙げた。
産駒成績が好調なことから、2023年からは種付け料が100万円から50万アップの150万円となった。2024年は300万円となる。

### 主な産駒

#### グレード制重賞優勝馬
- 2019年産
  - トウシンマカオ（2022年・2023年京阪杯、2024年オーシャンステークス、セントウルステークス、2025年京王杯スプリングカップ）[19]
- 2020年産
  - ブトンドール（2022年函館2歳ステークス）[20]
  - ビッグシーザー（2024年京阪杯）[21]
  - カンチェンジュンガ（2025年阪急杯）

## 血統表
| ビッグアーサーの血統                         | ビッグアーサーの血統                          | ビッグアーサーの血統                       | （血統表の出典）                           | （血統表の出典） |
| 父系                                         | テスコボーイ系                                | テスコボーイ系                             | テスコボーイ系                             |                  |
| 父 サクラバクシンオー 1989 鹿毛 北海道早来町 | 父の父サクラユタカオー 1982 栗毛 北海道静内町 | *テスコボーイ Tesco Boy                    | Princely Gift                              | Princely Gift    |
| 父 サクラバクシンオー 1989 鹿毛 北海道早来町 | 父の父サクラユタカオー 1982 栗毛 北海道静内町 | *テスコボーイ Tesco Boy                    | Suncourt                                   |                  |
| 父 サクラバクシンオー 1989 鹿毛 北海道早来町 | 父の父サクラユタカオー 1982 栗毛 北海道静内町 | アンジェリカ                               | *ネヴァービート                            | *ネヴァービート  |
| 父 サクラバクシンオー 1989 鹿毛 北海道早来町 | 父の父サクラユタカオー 1982 栗毛 北海道静内町 | アンジェリカ                               | スターハイネス                             |                  |
| 父 サクラバクシンオー 1989 鹿毛 北海道早来町 | 父の母サクラハゴロモ 1984 鹿毛 北海道早来町   | *ノーザンテースト Northern Taste           | Northern Dancer                            | Northern Dancer  |
| 父 サクラバクシンオー 1989 鹿毛 北海道早来町 | 父の母サクラハゴロモ 1984 鹿毛 北海道早来町   | *ノーザンテースト Northern Taste           | Lady Victoria                              |                  |
| 父 サクラバクシンオー 1989 鹿毛 北海道早来町 | 父の母サクラハゴロモ 1984 鹿毛 北海道早来町   | *クリアアンバー Clear Amber                | Ambiopoise                                 | Ambiopoise       |
| 父 サクラバクシンオー 1989 鹿毛 北海道早来町 | 父の母サクラハゴロモ 1984 鹿毛 北海道早来町   | *クリアアンバー Clear Amber                | One Clear Call                             |                  |
| 母 *シヤボナ 2006 鹿毛 アメリカ              | 母の父Kingmambo 1990 鹿毛 アメリカ            | Mr. Prospector                             | Raise a Native                             | Raise a Native   |
| 母 *シヤボナ 2006 鹿毛 アメリカ              | 母の父Kingmambo 1990 鹿毛 アメリカ            | Mr. Prospector                             | Gold Digger                                |                  |
| 母 *シヤボナ 2006 鹿毛 アメリカ              | 母の父Kingmambo 1990 鹿毛 アメリカ            | Miesque                                    | Nureyev                                    | Nureyev          |
| 母 *シヤボナ 2006 鹿毛 アメリカ              | 母の父Kingmambo 1990 鹿毛 アメリカ            | Miesque                                    | Pasadoble                                  |                  |
| 母 *シヤボナ 2006 鹿毛 アメリカ              | 母の母Relish 1999 鹿毛 アイルランド           | Sadler's Wells                             | Northern Dancer                            | Northern Dancer  |
| 母 *シヤボナ 2006 鹿毛 アメリカ              | 母の母Relish 1999 鹿毛 アイルランド           | Sadler's Wells                             | Fairy Bridge                               |                  |
| 母 *シヤボナ 2006 鹿毛 アメリカ              | 母の母Relish 1999 鹿毛 アイルランド           | Reloy                                      | Liloy                                      | Liloy            |
| 母 *シヤボナ 2006 鹿毛 アメリカ              | 母の母Relish 1999 鹿毛 アイルランド           | Reloy                                      | Rescousse                                  |                  |
| 母系(F-No.)                                  | (FN:10-e)                                     | (FN:10-e)                                  | (FN:10-e)                                  | [ § 2 ]          |
| 5代内の近親交配                              | Northern Dancer 4×5･4、Special 5･5（母内）    | Northern Dancer 4×5･4、Special 5･5（母内） | Northern Dancer 4×5･4、Special 5･5（母内） | [ § 3 ]          |
| 出典                                         | 1. 2. 3.                                      | 1. 2. 3.                                   | 1. 2. 3.                                   | 1. 2. 3.         |

半弟に2021年兵庫ジュニアグランプリ、2023年エルムステークスを優勝したセキフウ（父ヘニーヒューズ）がいる。